# 特丽·夏沃

特麗·夏沃與母親，攝於2001年。特丽·夏沃父母坚称从这卷其家人释放出的录音带中，特丽·夏沃的行为显示其能感觉到周围的人。但是负责夏沃检查的医生并不同意，医生认为夏沃的脑损伤状态已经不可能使其对周围环境有所反应。她的行为只是本能或反射活动。

特丽·夏沃（Terri Schiavo，全名特里萨·玛丽·珊德勒·夏沃，1963年12月3日—2005年3月31日）是美国佛罗里达州的一名植物人。她丈夫希望移除其生命维持系统，而她父母反对，最后法院判决结束特丽的生命。该案件引起了一系列关于生物伦理学、生命權、安乐死、监护人制度、联邦制以及公民权利（植物人的生命權）的争论。

## 前因后果
特丽·夏沃居住在美国佛罗里达州圣彼得堡，1990年2月25日，她的心脏突然停跳，长时间的缺氧导致其大脑严重受损。在昏迷了两个半月后，她被确诊为永久植物人。接下来几年里，医生使用各种手段来唤醒她，但都没有成功。1998年，特丽的丈夫请求佛州第六巡回法院决定终止特丽的生命，但特丽的父母反对，他们认为特丽依然有意识。经过几年的争论与调查，法院支持了特丽丈夫的提议，于是在2001年4月24日，特丽被“拔管”，但因为反对者上诉，几天后生命维持系统又被插上。2005年2月25日，佛州第六巡回法院法官下令移除生命维持系统，但反对者又上诉到联邦法院，联邦政府出手干预，总统小布什签署行政命令维持特丽的生命。最终联邦法院判决支持了州法院的决定，2005年3月18日特丽的生命维持系统被移除，13天后（3月31日）死亡。该案件在佛州法院共上诉14次，并有多次请愿及听证。联邦法院5次开庭。该案件引起了一系列关于生物伦理学、生命權、安乐死、监护人制度、联邦制以及民权的广泛的争论。特丽的丈夫和父母都写书阐述了自己的立场，双方都有很多支持者。

## 尸检报告
2005年6月15日公布的尸检报告指出，夏沃的脑损伤非常严重，大面积的脑神经组织已经死亡，任何治疗都不可能帮助其復原。同时参与尸检的乔恩·特洛马丁指出，尸检令他们对夏沃生前患有饮食功能紊乱症的说法产生怀疑，但是使其成为植物人的原因还不明确。
此外，针对有人怀疑其丈夫虐待特丽·夏沃的说法，尸检报告指出：特丽的骨折是由于陷入昏迷后十多年间因为严重的骨质疏松症而造成的。同时尸检也没有发现任何证据表明特丽·夏沃是被她丈夫毒死的，或她在住院期间曾被注射过某种神秘药物。

### 主要资源
- Report of Dr. Pearse, guardian ad litem, December 1998 （页面存档备份，存于） (temporary guardian ad litem for 6 months in 1998) (PDF)
- Report of Dr. Wolfson, guardian ad litem appointed as a result of "Terri's Law," December 2003 （页面存档备份，存于） (temporary guardian ad litem for 30 days in 2003) (PDF)
- Conclusions of neurologist William P. Cheshire, M.D., for the Florida Dept. of Children and Families (March 2005) (PDF)
- Terri's Law （页面存档备份，存于） (PDF)
- Florida Supreme Court Decision overturning Terri's Law as unconstitutional (PDF)
- Schiavo case timeline maintained by University of Miami Ethics Programs （页面存档备份，存于）

### 国际网址
- Yahoo法律案件 - 特丽·夏沃一案分类目录
- 特丽·夏沃信息网页
  - 法律争论
- 芝加哥论坛Eric Zorn的参考页面

### Advocacy and commentary sites
- Online home of the Terri Schindler-Schiavo Foundation （页面存档备份，存于）
- Blogs For Terri